# Martin Papirowski

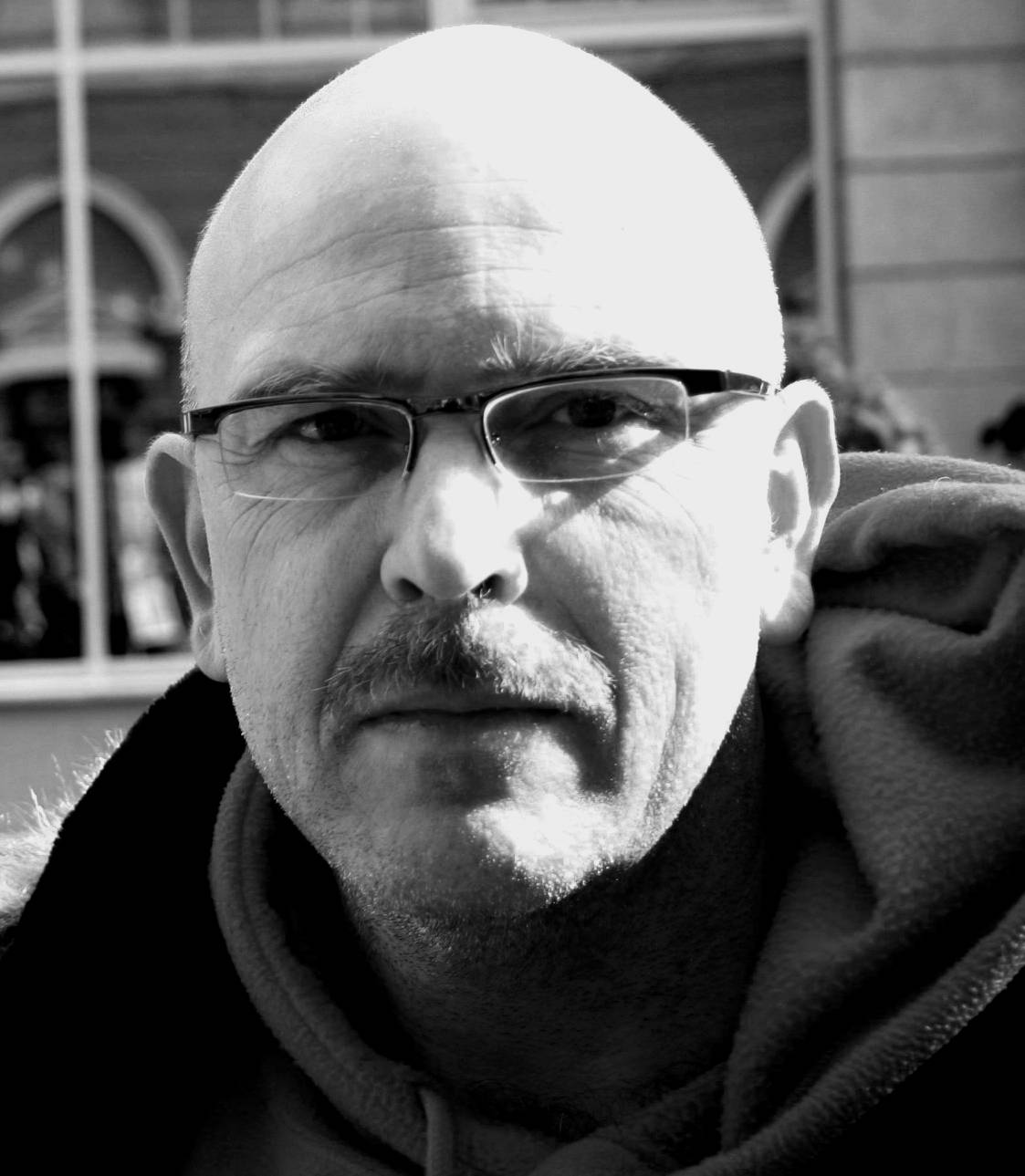
Martin Papirowski (2014)

Martin Papirowski (* 15. August 1960 in Dortmund) ist ein deutscher Fernsehjournalist, Publizist, Fernsehproduzent, Drehbuchautor, Hochschuldozent und Regisseur.

## Leben
Papirowski studierte Publizistik, Kommunikationswissenschaften, Geschichte und Politik an der Ruhr-Universität Bochum. 1981 gründete er die Produktionsfirma Media Team, 1988 die Produktionsfirma team work. Ab 1981 erstellte er zahlreiche Radiofeatures und Hörspiele, seit 1985 dann zahlreiche Fernsehreportagen und ab 1988 fast ausschließlich Dokumentarfilme. Papirowski war unter anderem für die bekannte ZDF-Sendereihe Terra X, Quo Vadis – Schlachten, die Geschichte machten, Quo Vadis – Skandale der Geschichte, Mit Gottes Segen in die Hölle – Der Dreißigjährige Krieg und Sphinx – Geheimnisse der Geschichte als Regisseur tätig. Zu nennen sind ebenfalls die Filme Cäsarenwahn – die Droge der Macht, der 2014 in ZDF-History erschienen ist und der Film Papst Franziskus – neue Macht für Jesuiten?, ebenfalls aus dem Jahr 2014. 2016 veröffentlichte Papirowski über seine Produktionsfirma Men@Work Media Services den Dokumentationsfilm Nero: Plädoyer für eine Bestie. 2016 bzw. 2017 führte Papirowski Regie und war Co-Produzent der Terra-X-Produktion Die Rettung Palmyras. 2017 begannen die Dreharbeiten für die Terra-X-Produktion Sternstunden der Steinzeit nach dem Buch Die Kinder des Prometheus von Hermann Parzinger.

## Virtual-Reality-Projekte
Zu Beginn des Jahres 2015 betrat Martin Papirowski mit seinem Team neues Terrain. Für die Ausstellung PARKOMANIE: Die Gartenlandschaften des Fürsten Pückler in der Bundeskunsthalle in Bonn, entwickelten und produzierten sie stereoskopische Installationen mit unterschiedlichen Medien. Diese reichten vom Nachbau historischer 3-D Panoramen bis hin zur stereoskopischen Großprojektion, mit dem Ziel, der Parkkunst des Fürsten einen greifbaren Eindruck zu verleihen.
Zwischen 2016 und 2017 entwickelte, realisierte und produzierte Papirowski für die Ausstellung Comic! Mangas! Novel Graphics! 360°-Filme in der Bundeskunsthalle in Bonn und war betraut mit der virtuellen Umsetzung der Arbeiten der Comicpioniere Richard Felton Outcault und Winsor McCay.
2018 konzipierte und produzierte Martin Papirowski im Auftrag des Präsidenten der Fraunhofer-Gesellschaft die virtuelle Ausstellung Cultural Heritage Expo. Ziel der Ausstellung war es, mithilfe des immersiven Mediums VR Forschungsprojekte verschiedener Fraunhofer-Institute zu präsentieren, die zum Schutze des kulturellen Erbes vor den Folgen des Klimawandels ins Leben gerufen wurden.
2018 beziehungsweise 2019 realisiert Papirowski in Bukarest als Co-Partner der Intendanz des ZDF, der Redaktion Terra X und des Präsidiums der Stiftung Preußischer Kulturbesitz das VR-Projekt Palmyra 300 AC, die virtuelle Rekonstruktion der antiken syrischen Wüstenstadt Palmyra. Die Rekonstruktion der Großbauten bzw. der Wohnstadt Palmyras mit rund 3000 Einzelbauwerken entstand gemeinsam mit Historikern und Archäologen der Stiftung Preußischer Kulturbesitz.
2020 und 2021 rekonstruierte Papirowski mit seinem Team Çatalhöyük, die erste Großsiedlung und gemeinsam mit Uruk die erste Metropole der Menschheit, für die Plattform TiME Lab, die vom Fraunhofer-Institut für Nachrichtentechnik entwickelt wurde. TiME Lab wurde 2009 als Forschungs-, Kooperations- und Präsentationsplattform für immersive Medien konzipiert. Das Ziel der Plattform ist es, mittels Technik wie hochauflösenden 180° Videoprojektion oder einem wellenfeldbasierten 3D-Soundsystem neuartige Erlebnisräume zu schaffen. Neben der anfänglichen Anwendung im Medienbereich wird TiME Lab für verschiedene industrielle Anwendungen eingesetzt.

## Weiteres
Papirowski ist auch als Buchautor aktiv. 2016 erschien im Kölner Emons Verlag Papirowskis stereoskopisches Buch Neuschwanstein 3D. Auch nahm Martin Papirowski von 2009 bis 2013 einen Lehrauftrag an der Hochschule Hannover für den Masterstudiengang Fernsehjournalismus wahr, wobei Papirowskis Schwerpunkt im Bereich des Reenactment liegt. Seit 2019 lehrt er als Lehrbeauftragter im Weiterbildungsstudiengang MAS in Applied History der Universität Zürich.

## Publikationen (Auswahl)
- mit Luise Wagner und Helga Lippert: Die Sintflut kam Punkt 12 Uhr 10/Mose und die Wunder der Wüste – Aus der ZDF-Serie: Terra X. Weltbild Verlag, Augsburg 2000, OCLC 219191612.
- mit Susanne Spröer: Giganten der Gotik – Die Baukunst der Kathedralen. Dumont Verlag, Köln 2011, ISBN 978-3-8321-9392-8.
- Der Dom von Köln – Cologne Cathedral. Dumont Verlag, Köln 2011, ISBN 978-3-8321-9429-1.
- Die heiligen drei Könige – The Three Magi (mit DVD). Dumont Verlag, Köln 2013, ISBN 978-3-8321-9452-9.
- Der Kölner Dom in 3D. Emons Verlag, Köln 2013, ISBN 978-3-95451-205-8.
- Neuschwanstein 3D. Emons Verlag, Köln 2016, ISBN 978-3-95451-881-4.
- Visuelle Echos der Vergangenheit – 3D-Rekonstruktionen im Dokumentarfilm. In: Piotr Kuroczyński, Mieke Pfarr-Harfst, Sander Münster (Hrsg.): Der Modelle Tugend 2.0. Digitale 3D-Rekonstruktion als virtueller Raum der architekturhistorischen Forschung. Publiziert bei arthistoricum.net, Universitätsbibliothek Heidelberg 2019, ISBN 978-3-947449-68-2.

## Dokumentationen & Reportagen (Auswahl)
- 1997: Quo Vadis – Schlachten, die Geschichte machten
- 2003: Mit Gottes Segen in die Hölle – Der Dreißigjährige Krieg
- 2007: Terra X – Wilder Planet: Die Sintflut – Mythos oder Wahrheit?
- 2008: Terra X – Im Bann des Priesterkönigs – Suche nach den 'Drei Indien'?
- 2008: Sphinx – Geheimnisse der Geschichte: Der Code der Götter – Botschaften aus der Eiszeit
- 2009: Terra X – Tauchfahrt in die Vergangenheit: Das Ende der Admiral Graf Spree
- 2010: Tag 7 – Der Essener Dom
- 2011: Palmyra – Entdeckung aus dem Weltall
- 2012: Giganten der Gotik – Wie die Kathedralen in den Himmel wuchsen[14]
- 2013: Papst Franziskus – ein Jesuit regiert die Kirche
- 2014: Der Dom von Köln
- 2014: Der Aachener Kaiserdom
- 2016: Unsere Geschichte – Ostpreußens vergessene Schlösser[15]
- 2016: Nero: Plädoyer für eine Bestie
- 2017: Terra X – Die Rettung Palmyras[16]
- 2017: Zeitenwende – Die Renaissance
- 2018: Terra X – Sternstunden der Steinzeit
- 2020: Terra X – Mythos Nordsee: Wilde Küsten, Götter und segelnde Drachen
- 2021: Der Kreuzzug der Kinder – Teil 1: Märchen oder historische Wahrheit[17]
- 2021: Der Kreuzzug der Kinder – Teil 2: Der Kinderprophet und der Papst